# 165. ваздухопловна база
165. ваздухопловна база (165. вб) била је ваздухопловна база Ратног ваздухопловства и противваздушне одбране (РВ и ПВО) Југословенске народне армије. Формирана је марта 1953. од 75. 103. и 165. ваздухопловно-техничког батаљона (втб) на аеродрому Скопски Петровац. У фебруару 1992. услед повлачења ЈНА из Македоније, база је премештена на аеродром Поникве.
По трансформацији остатака Југословенске народне армије у Војску Југославије потчињена је директно команди Ратно ваздухопловство и противваздушна одбрана Војске Југославије. 1993. године препотчињена је Ваздухопловном корпусу. Расформирана је 1997. године.

## Организација
Током свог постојања, 165. ваздухопловна база је била у саставу:
- 39. ваздухопловне дивизије (1953.—1959.)
- 3. ваздухопловна команде (1959.—1964.)
- 1. ваздухопловног корпуса (1964.—1986.)
- 3. корпуса РВ и ПВО (1986.—1992.)
- 1. корпуса РВ и ПВО (1992.)
- Команде РВ и ПВО Војске Југославије (1992.—1993.)
- Ваздухопловног корпуса (1993.—1997.)

## Команданти пука
- Никола Живковић
- Арсен Тодоров
- Милан Ђорђевић
- Бошко Радивојевић
- Васо Радуловић
- Петар Ефремовски
- Љубен Димитровски
- Милош Александрић
- Љубомир Јаничић
- Момир Дашић